# Garlin Gilchrist
Garlin Gilchrist II (Detroit, 25 de septiembre de 1982) es un político y activista estadounidense que se desempeña como el 64.° vicegobernador de Míchigan desde 2019. Es miembro del Partido Demócrata.

## Temprana edad y educación
Gilchrist nació en Detroit. En 1982, su familia se mudó a Farmington, Míchigan. Su madre trabajó en General Motors durante 32 años y su padre trabajó en la gestión de contratos de defensa para el Departamento de Defensa de los Estados Unidos.
Recibió una Licenciatura en Ciencias en Ingeniería con especialización en informática e ingeniería informática de la Universidad de Míchigan en 2005.

## Carrera
Gilchrist se mudó a Redmond, Washington, y trabajó para Microsoft durante cuatro años como ingeniero de software, donde ayudó a crear SharePoint. Luego, Gilchrist trabajó como organizador comunitario y director de nuevos medios para el Centro para el Cambio Comunitario, ahora conocido como Cambio Comunitario. Posteriormente, Gilchrist trabajó para MoveOn.org en Washington D. C., como director de campaña nacional.
En julio de 2014, Gilchrist regresó a Detroit y trabajó para el gobierno de la ciudad bajo la dirección de la directora de información Beth Niblock como directora de innovación y tecnología emergente. Creó la aplicación para teléfonos inteligentes Improve Detroit que permite a los residentes informar problemas para que la ciudad los aborde. Se desempeñó como director ejecutivo fundador del Centro para la Responsabilidad de los Medios Sociales dentro de la Escuela de Información de la Universidad de Míchigan del Centro Detroit de la Universidad de Míchigan.
En 2017, Gilchrist se postuló para el secretario municipal de Detroit contra la titular Janice Winfrey. Perdió por 1.482 votos.
Gilchrist fue seleccionado como Campeón de Cambio Comunitario en Organización Comunitaria en 2019 por su trabajo para promover la justicia social y racial en los Estados Unidos.
Gretchen Whitmer seleccionó a Gilchrist como su compañero de fórmula en las elecciones para gobernador de Míchigan de 2018. La pareja derrotó a la candidatura republicana de Bill Schuette y Lisa Posthumus Lyons. Con la victoria de Whitmer, Gilchrist se convirtió en el primer afroamericano en servir como vicegobernador de Míchigan, así como en el primogénito en la década de 1980. Asumió el cargo el 1 de enero de 2019.
Gilchrist fue nombrado vicepresidente de la Convención Nacional Demócrata de 2020.
El 8 de noviembre de 2022, Whitmer y Gilchrist fueron reelegidos por un amplio margen en las elecciones para gobernador de Míchigan de 2022, derrotando a la candidatura republicana de Tudor Dixon y Shane Hernández.

## Vida personal
Gilchrist y su esposa tienen tres hijos.